# Опилченсько
Опилче́нсько (болг. Опълченско) — село в Кирджалійській області Болгарії. Входить до складу общини Кирджалі.

## Населення
За даними перепису населення 2011 року у селі проживали 937 осіб.
Національний склад населення села:
| Національність   | Кількість осіб | Відсоток |
| ---------------- | -------------- | -------- |
| турки            | 269            | 69,5%    |
| болгари          | 77             | 19,9%    |
| не визначились   | 40             | 10,3%    |
| Всього відповіли | 387            |          |

Розподіл населення за віком у 2011 році:
Динаміка населення: